# Caffeine
Caffeine foi uma banda rock portuguesa mais conhecidos pelo tema Slippery Ride.

## História
Cláudio Mateus (voz e guitarra acústica), Carlos Pascoinho (guitarra eléctrica), Pedro Pascoinho (bateria), Pedro Falacho (teclas) e Miguel Falcão (baixo) juntaram-se em 1997, depois de terem passado por outras bandas. É em Montemor-o-Velho que nasce a música dos Caffeine.
Inicialmente eram apenas uma banda de covers que tocavam músicas de nomes como Leonard Cohen ou Velvet Underground. Ao fim de dez meses, decidiram que já tínham material para gravar. Entre 13 e 20 de Julho de 1998 gravaram uma maqueta com 10 temas, todos da autoria de Claudio Mateus, "ao primeiro take".
Foi considerada uma das melhores maquetas desse ano para o DN Mais. A maquete para promoção inclui os temas 1 - Starvin' illusion 2 - Shot from Inside 3 - Tied heroin 4 - The beast of Rock'n Roll 5 - Beautiful picture on the wall 6 - Calm of the blue 7 - Kind of relief 8 - floating through burning memories 9 - keep on wonderin' 10 - melting song.
Deram vários concertos por todo o país, com presenças pontuais em salas de prestígio como o Rivoli, a Aula Magna e o Ritz Club. Grandes elogios na imprensa que os levou a fazer primeiras partes de espectáculos dos Dakota Suite e Day One (SRSB/2000).
Previsto inicialmente apenas para fins promocionais o EP "Caffeine", gravado em apenas três dias, foi colocado à venda no início de 2000. No dia 29 de Março de 2000, os Caffeine foram os convidados do programa "Universitária - Uma Rádio com Concerto" da RUM.
No mesmo ano, a banda faz a sonora da peça "Fish Bird & Beast", uma produção da Inestética Companhia Teatral, estreada em 12 de Outubro de 2000, na Galeria ZDB, em Lisboa. Esta composição, "Music For The Strip Tease", esteve disponível em edição especial e limitada para todos quantos assistiram ao espectáculo
O álbum de estreia dos Caffeine foi gravado, sem o envolvimento de qualquer editora, nos últimos meses de 2000. Exisitiu a possibilidade do disco ser produzido por Mick Harvey o que não aconteceu por incompatibilidade de agenda. Assim, por sugestão de Mick Harvey surgiu Tony Cohen que participou nas misturas e na pós-produção do álbum.
O álbum foi editado pela Universal. O grupo abriu os concertos dos islandeses Sigur Rós no CCB e de Nick Cave.
O disco teve uma recepção algo fria, mesmo pelos admiradores da banda, o que originou algum desânimo nos elementos do grupo e a uma paragem prolongada apesar de terem contrato para mais um disco (este álbum acabou por ser lançado postumamente pela editora barcelense Honeysound com o nome "Last Shot").
A banda extingue-se em 2005 e Cláudio Mateus acaba por formar os Electric Willow, em 2006, e os outros elementos envolvem-se noutros projectos.

## Discografia
- Caffeine EP (EP, Ed. Autor, 1999)
- Music For The Strip Tease (Single, Ed. Autor, 2000)
- Caffeine (CD, Universal, 2001)
- Last Shot (CD-D, Honeysound, 2007)